# Dobrovnitsa
Dobrovnitsa o Dobrovnica es un pueblo ubicado en el municipio de Kriva Palanka, en Macedonia del Norte.

## Superficie
Posee una superficie de 14,76 kilómetros cuadrados.

## Demografía
Hasta 2021 la población era de 69 habitantes, con una densidad de población de 4,676 habitantes por kilómetro cuadrado.